# Oberea linearis
Oberea linearis là một loài bọ cánh cứng trong họ Cerambycidae.

## Hình ảnh

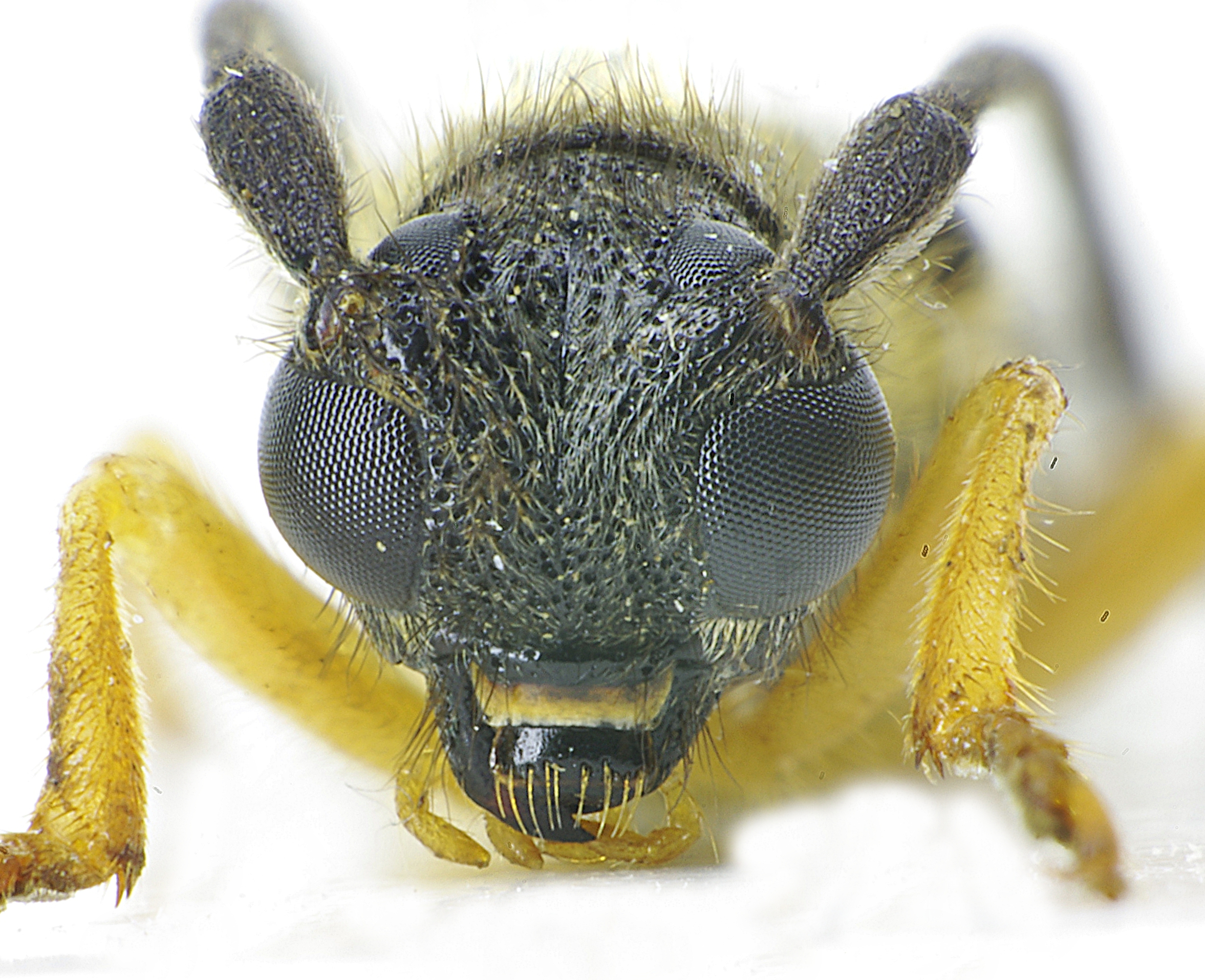
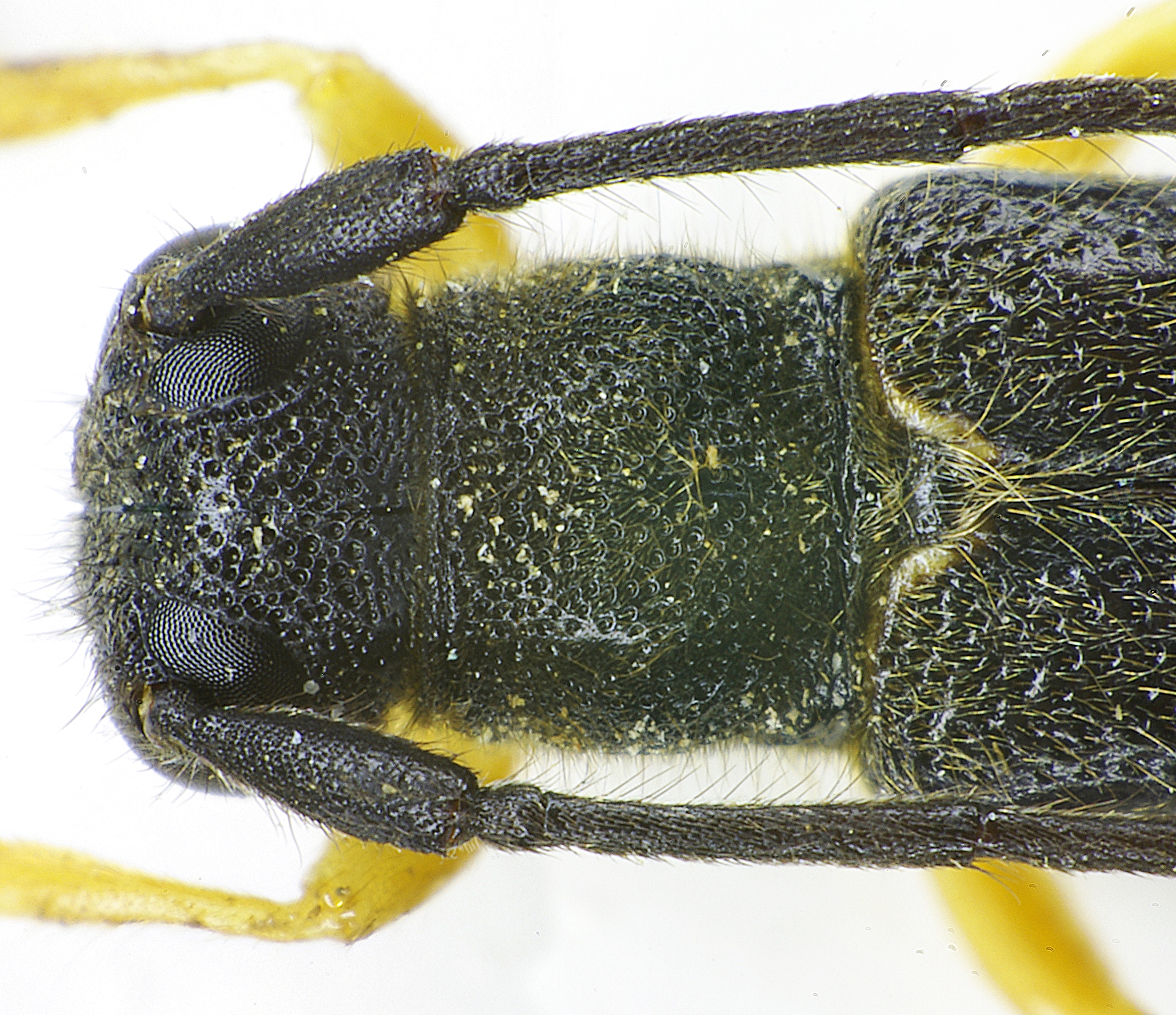
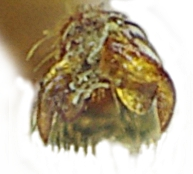